# Terrazzo
Terrazzo (fra italiensk) er et materiale fremstillet af skærver af marmor, der blandes med et bindemiddel som for eksempel hvid, grå eller indfarvet cement. Terrazzo er et fleksibelt materiale, som trods sin hårde overflade rummer muligheder for at lade fantasien få frit spil. Materialet er traditionelt blevet anvendt til gulvebelægning, hvor man udlægger en grødet blanding af marmorskærver og cement på et betongulv. Efter nogle dages hærdning, våd- eller tørslibes belægningen, hvorefter man har et holdbart og fugefrit gulv,
Terazzo kan også anvendes til fremstilling af bordplader, håndvaske, badekar, havemøbler, krukker og fontæner.